# Kapanga luana
Kapanga luana là một loài nhện trong họ Hahniidae.
Loài này thuộc chi Kapanga. Kapanga luana được Raymond Robert Forster miêu tả năm 1970.